# 江西巡撫
江西巡撫，明朝全稱巡撫江西地方兼理軍務，為明朝設立的一個巡撫職位。清朝亦设有这个职位，全称为“巡撫江西等處地方提督軍務、節制各鎮兼理糧饟”。順治元年(1644年)始置，駐南昌，轄十一府。康熙三年（1664）起兼轄南安、贛州。

## 沿革
- 宣德五年，建制，轄區包括江西全境。
- 正統四年，罷免。
- 正統十四年，恢復。
- 天順元年，罷免。
- 成化六年，恢復，后罷免。
- 成化九年，恢復。
- 成化十年，罷免。
- 成化十四年，恢復。
- 成化十六年，罷免。
- 成化二十一年，恢復。
- 弘治二年，罷免。
- 弘治十六年，南贛巡撫轄區已經包括江西全境，實際以取代江西巡撫。
- 正德五年，恢復。
- 正德六年，因與南贛巡撫轄區重置，南安府、贛州府別屬。
- 嘉靖六年，確定。次年罷免。
- 嘉靖十年，恢復，轄區包括除南安府、贛州府、吉安府下的萬全縣、龍泉縣、泰和縣、永豐縣、永寧縣；撫州府樂安縣以外全部江西布政司全境[1]。
- 崇禎十年，因設置安慶巡撫，九江府的德化縣、湖口縣別屬。
- 崇禎十五年，兩縣還制。

## 歷任巡撫

### 明朝（宣德～嘉靖七年間）
| 姓名                       | 生卒年        | 字   | 籍贯             | 出任年                 | 卸任年                 | 备注 |
| -------------------------- | ------------- | ---- | ---------------- | ---------------------- | ---------------------- | --- |
| 明朝宣德五年三月始設巡撫。 |               |      |                  |                        |                        | |
| 賈諒                       | 1382年—1439年 | 子信 | 山東嶧縣         | 宣德五年（1430年）     | 宣德八年（1433年）     | 永樂九年辛卯科舉人。宣德五年十一月庚子以都察院右副都御史巡視江西；宣德八年六月甲申事畢回院。                           |
| 趙新                       | 1381年—1461年 | 日新 | 浙江富陽         | 宣德八年（1433年）     | 正統四年（1439年）     | 號養齋，永樂三年乙酉科舉人。宣德八年正月甲戌由吏部右侍郎巡撫江西各縣；正統四年九月甲寅遷南京吏部右侍郎。               |
| 楊寧                       | 1400年—1458年 | 彥謐 | 南直隸徽州府歙縣 | 正統十三年（1448年）   | 景泰元年（1450年）     | 正統十三年十月丙子自刑部右侍郎調任撫安軍民、操練軍馬；景泰元年十月辛未陞禮部尚書。                                     |
| 韓雍                       | 1422年—1478年 | 永熙 | 南直隸吳縣       | 景泰二年（1451年）     | 天順元年（1457年）     | 謚襄毅。景泰二年十二月丙戌由廣東按察副使改右僉都御史升任；天順元年二月庚子降山西按察副使。                             |
| 夏時正                     | 1412年—1499年 | 季爵 | 浙江慈谿         | 成化六年（1470年）     | 成化七年（1471年）     | 號尚一。成化六年二月辛未由南京大理寺卿調任；成化七年二月辛未致仕。                                                     |
| 原傑                       | 1417年—1477年 | 子英 | 山西澤州陽城     | 成化九年（1473年）     | 成化十年（1474年）     | 成化九年十月癸酉起原戶部左侍郎改左副都御史巡視；成化十年十二月戊子事畢回院。                                           |
| 金紳                       | 1434年—1482年 | 縉卿 | 應天府上元       | 成化十四年（1478年）   | 成化十六年（1480年）   | 成化十四年八月癸巳自南京刑部右侍郎調任巡視；成化十六年回任南京刑部右侍郎。                                             |
| 閔珪                       | 1430年—1511年 | 朝瑛 | 浙江烏程         | 成化二十一年（1485年） | 成化二十二年（1486年） | 號孺山。成化二十一年三月己酉由湖廣按察使改右僉都御史升任；成化二十二年八月癸酉降補廣西按察使。                         |
| 李昂                       | 1434年—1492年 | 文舉 | 浙江杭州府仁和   | 成化二十三年（1487年） | 弘治二年（1489年）     | 成化二十三年五月丁未由河南左布政使改右副都御史升任；弘治二年三月辛未陞總督漕運兼巡撫鳳陽。                             |
| 金澤                       | 1432年—1513年 | 德潤 | 浙江寧波府鄞縣   | 弘治十二年（1499年）   | 弘治十二年（1499年）   | 弘治十二年三月庚午自南贛巡撫調任。八月己丑遷南京刑部右侍郎。                                                           |
| 韓邦問                     | 1442年—1530年 | 大經 | 湖廣襄陽         | 弘治十二年（1499年）   | 弘治十六年（1503年）   | 號宜庵。弘治十二年八月癸巳由廣東左布政使改右副都御史升任；弘治十六年二月癸卯調入京別用候補。                           |
| 林俊                       | 1452年—1527年 | 待用 | 福建莆田         | 弘治十六年（1503年）   | 弘治十六年（1503年）   | 號見素。弘治十六年二月甲辰由南京都察院右僉都御史升任。九月戊子丁母憂歸。                                               |
| 張本                       | 1437年—1508年 | 孟端 | 浙江錢塘         | 弘治十六年（1503年）   | 正德元年（1506年）     | 弘治十六年十月辛丑由河南右布政使改右副都御史升任；正德元年七月乙巳致仕。                                               |
| 林俊                       | 1452年—1527年 | 待用 | 福建莆田         | 正德元年（1506年）     | 正德元年（1506年）     | 正德元年七月丁未改右副都御史復任。十二月辛未以親老致仕。                                                               |
| 柴昇                       | 1456年—1532年 | 公照 | 河南內鄉         | 正德二年（1507年）     | 正德二年（1507年）     | 號菊潭。正德二年正月戊子由山東左布政使改右副都御史升任。七月癸丑遷陝西巡撫。                                           |
| 王哲                       | 1457年—1513年 | 思德 | 南直隸吳江       | 正德五年（1510年）     | 正德六年（1511年）     | 正德五年三月乙酉由南京都察院右僉都御史升任巡視。八月壬子改巡撫；正德六年正月辛巳以疾致仕。                             |
| 董傑                       | 1459年—1511年 | 萬英 | 南直隸涇縣       | 正德六年（1511年）     | 正德六年（1511年）     | 正德六年二月壬午由湖廣左布政使改右副都御史升任。十二月乙酉卒於任。                                                     |
| 任漢                       | 1462年—1521年 | 宗海 | 四川溫江         | 正德七年（1512年）     | 正德九年（1514年）     | 正德七年八月壬戌由江西左布政使改右副都御史實授；正德九年三月己丑以疾致仕。                                             |
| 俞諫                       | 1455年—1544年 | 良佐 | 浙江桐廬         | 正德九年（1514年）     | 正德十年（1515年）     | 正德九年三月庚寅自江西提督兼任。七月己卯改右副都御史實授；正德十年九月為寧王朱宸濠指使御史張鼇山劾罷。                 |
| 孫燧                       | 1460年—1519年 | 德成 | 浙江餘姚         | 正德十年（1515年）     | 正德十四年（1519年）   | 號一川，諡忠烈。正德十年十月壬申由河南右布政使改右副都御史升任；正德十四年六月丙子寧王反，不屈殉節。                   |
| 王守仁                     | 1472年—1529年 | 伯安 | 浙江餘姚         | 正德十四年（1519年）   | 正德十六年（1521年）   | 號陽明，諡文成。正德十四年七月辛亥平叛，八月丙戌以功自南贛巡撫兼任；正德十六年五月癸丑調入京，七月丁丑陞南京刑部尚書。 |
| 鄭岳                       | 1468年—1539年 | 汝華 | 福建莆田         | 正德十六年（1521年）   | 正德十六年（1521年）   | 號山齋。正德十六年五月戊午由四川左布政使改右副都御史升任。七月甲子遷大理寺卿。                                         |
| 陳琳                       | 1462年—1527年 | 玉疇 | 福建莆田         | 正德十六年（1521年）   | 嘉靖元年（1522年）     | 正德十六年七月甲戌由廣東左布政使改右副都御史升任；嘉靖元年十月戊子遷南京大理寺卿。                                     |
| 盛應期                     | 1475年—1536年 | 思徵 | 南直隸吳江       | 嘉靖元年（1522年）     | 嘉靖三年（1524年）     | 嘉靖元年十月甲午自原四川巡撫調任；嘉靖三年九月己卯陞兵部右侍郎右僉都御史總督兩廣。                                     |
| 陳洪謨                     | 1476年—1527年 | 宗禹 | 湖廣武陵         | 嘉靖三年（1524年）     | 嘉靖六年（1527年）     | 嘉靖三年九月甲申由江西左布政使改右副都御史升任；嘉靖六年六月丁未致仕。                                                 |
| 梁材                       | 1470年—1540年 | 大用 | 順天府大城       | 嘉靖六年（1527年）     | 嘉靖六年（1527年）     | 隸金吾右衛軍籍。嘉靖六年六月癸丑由廣東左布政使改右副都御史升任。九月辛卯遷刑部左侍郎。                                 |
| 周廣                       | 1474年—1531年 | 充之 | 南直隸太倉       | 嘉靖六年（1527年）     | 嘉靖七年（1528年）     | 嘉靖六年九月甲辰由福建按察使改右僉都御史升任；嘉靖七年九月庚辰回京別用。                                               |

### 明朝（嘉靖十年～隆慶年間）
| 姓名   | 生卒年         | 字   | 籍贯            | 出任年                 | 卸任年                 | 备注 |
| ------ | -------------- | ---- | --------------- | ---------------------- | ---------------------- | --- |
| 胡璉   | 1469年—1542年  | 重器 | 南直隸沭陽      | 嘉靖十年（1531年）     | 嘉靖十年（1531年）     | 嘉靖十年四月庚午自浙江巡撫調任。十月乙巳遷南京刑部右侍郎。                                                             |
| 高公韶 | 1480年—1563年  | 大和 | 四川內江        | 嘉靖十年（1531年）     | 嘉靖十二年（1533年）   | 號三峰。嘉靖十年十一月丙寅由雲南左布政使改右副都御史升任；嘉靖十二年五月丙午致仕。                                     |
| 王綖   | 1477年—1537年  | 邃伯 | 河南濮陽        | 嘉靖十二年（1533年）   | 嘉靖十三年（1534年）   | 號龍湫。嘉靖十二年五月癸亥由江西左布政使改右副都御史升任；嘉靖十三年八月甲辰遷大理寺卿。                               |
| 林琦   | 1474年—1535年  | 廷珍 | 福建 福州府懷安 | 嘉靖十三年（1534年）   | 嘉靖十四年（1535年）   | 嘉靖十三年八月丁巳起原巡撫寧夏右副都御史就任；嘉靖十四年五月丁亥卒於任。                                               |
| 秦鉞   | 1482年—1540年  | 懋功 | 浙江慈谿        | 嘉靖十四年（1535年）   | 嘉靖十六年（1537年）   | 號嶼湖。嘉靖十四年三月乙酉由江西左布政使改右副都御史升任；嘉靖十六年六月乙丑回都察院。                                 |
| 胡岳   | 1486年—1539年  | 仲申 | 上海華亭        | 嘉靖十六年（1537年）   | 嘉靖十八年（1539年）   | 嘉靖十六年六月甲戌由江西左布政使改右副都御史升任；嘉靖十八年正月癸未遷大理寺卿。                                       |
| 王暐   | 1492年—1558年  | 克明 | 應天府句容      | 嘉靖十八年（1539年）   | 嘉靖二十年（1541年）   | 號克齋。嘉靖十八年正月乙未自南京太常寺卿改右副都御史調任；嘉靖二十年三月丙申遷南京戶部右侍郎。                         |
| 汪玄錫 | 1484年—1544年  | 天啟 | 南直隸休寧      | 嘉靖二十年（1541年）   | 嘉靖二十二年（1543年） | 號蓉峰，諡貞敏。嘉靖二十年三月庚戌自太僕寺卿改右副都御史調任；嘉靖二十二年正月丁巳遷戶部右侍郎。                       |
| 張岳   | 1492年—1552年  | 維喬 | 福建惠安        | 嘉靖二十二年（1543年） | 嘉靖二十三年（1544年） | 號淨峰。嘉靖二十二年正月戊辰自鄖陽巡撫調任；嘉靖二十三年七月丙寅陞總督兩廣右副都御史。                                 |
| 丘養浩 | 1496年—1557年  | 以義 | 福建泉州        | 嘉靖二十三年（1544年） | 嘉靖二十四年（1545年） | 號集齋。嘉靖二十三年八月壬申自巡撫四川右僉都御史調任；嘉靖二十四年二月癸卯為給事中尹相劾其不勘改任，詔令回籍聽調。     |
| 虞守愚 | 1483年—1569年  | 惟明 | 浙江義烏        | 嘉靖二十四年（1545年） | 嘉靖二十五年（1546年） | 號東厓。嘉靖二十四年三月癸亥自南贛巡撫加右副都御史調任述職；嘉靖二十五年二月癸丑遷大理寺卿。                           |
| 傅鳳翱 | 1485年—1551年  | 德輝 | 湖廣應城        | 嘉靖二十五年（1546年） | 嘉靖二十八年（1549年） | 嘉靖二十五年三月甲子自巡撫甘肅右僉都御史調任；嘉靖二十八年三月丁丑改右副都御史遷陝西巡撫。                             |
| 張時徹 | 1500年—1577年  | 維靜 | 浙江寧波府鄞縣  | 嘉靖二十八年（1549年） | 嘉靖二十九年（1550年） | 號東沙。嘉靖二十八年三月戊子起原巡撫四川右副都御史改兵部右侍郎兼右僉都御史就任；嘉靖二十九年六月甲寅遷南京刑部右侍郎。 |
| 吳鵬   | 1500年—1579年  | 萬里 | 浙江秀水        | 嘉靖二十九年（1550年） | 嘉靖三十年（1551年）   | 號默泉。嘉靖二十九年閏六月乙丑由江西左布政使改右副都御史升任；嘉靖三十年五月丁酉遷工部右侍郎。                         |
| 翁溥   | 1498年—1556年  | 德宏 | 浙江諸暨        | 嘉靖三十年（1551年）   | 嘉靖三十二年（1553年） | 號夢山，諡榮靖。嘉靖三十年五月乙巳自巡撫湖廣右副都御史調任；嘉靖三十二年閏三月乙丑遷兵部右侍郎。                       |
| 蔡雲程 | 1504年—1567年  | 亨之 | 浙江臨海        | 嘉靖三十二年（1553年） | 嘉靖三十三年（1554年） | 嘉靖三十二年四月己卯由江西左布政使改右副都御史升任；嘉靖三十三年三月甲寅遷南京兵部右侍郎。                             |
| 陳洙   | 1497年—1564年  | 道源 | 浙江上虞        | 嘉靖三十三年（1554年） | 嘉靖三十四年（1555年） | 嘉靖三十三年三月庚申起原巡撫應天右副都御史就任；嘉靖三十四年六月丙寅遷南京兵部右侍郎。                                 |
| 蔡克廉 | 1503年—1560年  | 道卿 | 福建晉江        | 嘉靖三十四年（1555年） | 嘉靖三十五年（1556年） | 號可泉。嘉靖三十四年六月丁丑起原提督操江右僉都御史就任；嘉靖三十五年六月丁酉陞右副都御史總督漕運兼巡撫鳳陽。           |
| 馬森   | 1507年—1580年  | 孔養 | 福建福州府懷安  | 嘉靖三十五年（1556年） | 嘉靖三十六年（1557年） | 號鍾陽。嘉靖三十五年六月戊申由江西左布政使改右副都御史升任；嘉靖三十六年十二月丙申遷刑部右侍郎。                       |
| 何遷   | 1501年—1574年  | 懋益 | 湖廣德安府安陸  | 嘉靖三十七年（1558年） | 嘉靖三十九年（1560年） | 號吉陽，隸德安衛軍籍。嘉靖三十七年正月庚戌自光祿寺卿調任；嘉靖三十九年四月甲子陞右副都御史總督漕運兼巡撫鳳陽。         |
| 張元沖 | 1502年—1563年  | 叔謙 | 浙江紹興府山陰  | 嘉靖三十九年（1560年） | 嘉靖四十年（1561年）   | 號浮峰。嘉靖三十九年五月戊辰由江西左布政使改右副都御史升任；嘉靖四十年七月己亥往俸戴罪平賊。                           |
| 胡松   | 1502年—1566年  | 汝茂 | 南直隸滁州      | 嘉靖四十年（1561年）   | 嘉靖四十二年（1563年） | 嘉靖四十年七月壬子由江西左布政使改右副都御史升任；嘉靖四十二年三月壬辰回都察院。                                       |
| 周相   | 約1495～1570年 | 大卿 | 浙江寧波府鄞縣  | 嘉靖四十二年（1563年） | 嘉靖四十四年（1565年） | 嘉靖四十二年四月甲子由四川左布政使改右副都御史升任；嘉靖四十四年六月戊寅致仕。                                         |
| 周如斗 | 1511年—1566年  | 允文 | 浙江餘姚        | 嘉靖四十四年（1565年） | 嘉靖四十五年（1566年） | 號觀所。嘉靖四十四年六月甲午自巡撫應天右僉都御史改右副都御史調任；嘉靖四十五年九月己酉卒於任。                         |
| 任士憑 | 1521年—1580年  | 可依 | 山東平原        | 嘉靖四十五年（1566年） | 隆慶元年（1567年）     | 號思亭。嘉靖四十五年閏十月辛卯自南京工部右侍郎改兵部右侍郎兼右僉都御史調任；隆慶元年十月乙酉調南京別用。               |
| 劉光濟 | 1520年—1584年  | 憲謙 | 南直隸江陰      | 隆慶元年（1567年）     | 隆慶四年（1570年）     | 隆慶元年十月甲午自南京太僕寺卿改右副都御史調任；隆慶四年六月壬戌陞南京戶部右侍郎總理糧儲。                             |
| 李一元 | 1518年—1573年  | 調卿 | 南直隸建德      | 隆慶四年（1570年）     | 隆慶五年（1571年）     | 隆慶四年七月戊辰自南京刑部右侍郎改兵部右侍郎兼右僉都御史調任；隆慶五年三月丁卯降一級調外任，七月丁亥罷為民。           |
| 沈應時 | 1522年—1583年  | 子易 | 河南淇縣        | 隆慶五年（1571年）     | 隆慶五年（1571年）     | 隸河南衛軍籍，未上任。隆慶五年三月壬午自巡撫寧夏右僉都御史改右副都御史調任，四月己未休致。                             |
| 徐栻   | 1519年—1581年  | 世寅 | 南直隸常熟      | 隆慶五年（1571年）     | 萬曆元年（1573年）     | 隆慶五年五月丁卯自應天府府尹改右副都御史調任；萬曆元年二月丙辰遷南京工部右侍郎。                                       |

### 明朝（萬曆～永曆年間）
| 姓名   | 生卒年         | 字   | 籍贯             | 出任年                 | 卸任年                 | 备注 |
| ------ | -------------- | ---- | ---------------- | ---------------------- | ---------------------- | --- |
| 凌雲翼 | 1519年—1595年  | 延年 | 南直隸太倉       | 萬曆元年（1573年）     | 萬曆二年（1574年）     | 一字汝成，號洋山。萬曆元年三月戊子自撫治鄖陽右僉都御史改右副都御史調任；萬曆二年六月甲子遷南京兵部右侍郎。                                               |
| 楊成   | 1521年—1600年  | 汝大 | 南直隸長洲       | 萬曆二年（1574年）     | 萬曆四年（1576年）     | 萬曆二年六月戊辰自應天府府尹改右副都御史調任；萬曆四年三月戊戌遷工部右侍郎。                                                                             |
| 潘季馴 | 1521年—1595年  | 時良 | 浙江烏程         | 萬曆四年（1576年）     | 萬曆五年（1577年）     | 號印川。萬曆四年三月辛丑起原總督河道右副都御史就任；萬曆五年十一月乙亥遷刑部右侍郎。                                                                     |
| 劉堯誨 | 1522年—1585年  | 君納 | 湖廣臨武         | 萬曆五年（1577年）     | 萬曆六年（1578年）     | 號凝齋。萬曆五年十一月丁丑起原巡撫福建右副都御史就任；萬曆六年十月壬辰改兵部侍郎右僉都御史總督兩廣兼巡撫廣東。                                           |
| 劉斯潔 | 1516年—1609年  | 原静 | 順天府昌平       | 萬曆六年（1578年）     | 萬曆七年（1579年）     | 萬曆六年十月己亥自南京大理寺卿改兵部右侍郎右僉都御史調任；萬曆七年十二月壬辰遷戶部左侍郎。                                                               |
| 王宗載 | 1536年—1608年  | 時厚 | 湖廣京山         | 萬曆八年（1580年）     | 萬曆十年（1582年）     | 號又池。萬曆八年二月乙未由大理寺少卿改右僉都御史升任；萬曆十年四月乙巳遷都察院左僉都御史協理院事。                                                       |
| 曹大埜 | 1535年—1604年  | 仲平 | 四川巴縣         | 萬曆十年（1582年）     | 萬曆十二年（1584年）   | 萬曆十年四月壬子由應天府府丞改右僉都御史升任；萬曆十二年二月辛酉冠帶閑住。                                                                               |
| 馬文煒 | 1533年—1603年  | 仲韜 | 山東安丘         | 萬曆十二年（1584年）   | 萬曆十四年（1566年）   | 號定宇。萬曆十二年二月戊辰由江西左布政使改右僉都御史升任；萬曆十四年二月丁亥調南京別用，尋致仕。                                                         |
| 陳有年 | 1531年—1598年  | 登之 | 浙江餘姚         | 萬曆十四年（1586年）   | 萬曆十六年（1588年）   | 號克庵。萬曆十四年三月辛丑由太常寺少卿改右僉都御史升任；萬曆十六年閏六月甲申為南京河南道御史方萬山劾其違詔、忤帝意，罷官閑住。                           |
| 莊國楨 | 1527年—1604年  | 君祉 | 福建晉江         | 萬曆十六年（1588年）   | 萬曆十八年（1590年）   | 號陽山。萬曆十六年閏六月己丑由河南左布政使改右副都御史升任；萬曆十八年三月己巳遷南京刑部右侍郎。                                                         |
| 任養心 | 1547年—1593年  | 子誠 | 山西芮城         | 萬曆十八年（1590年）   | 萬曆十九年（1591年）   | 號正宇。萬曆十八年四月丙子由大理寺左少卿改右僉都御史升任；萬曆十九年九月丁亥遷保定巡撫。                                                                 |
| 邵仲祿 | 1538年—1592年  | 孟廉 | 重慶奉節         | 萬曆十九年（1591年）   | 萬曆二十年（1592年）   | 萬曆十九年九月己丑自提督操江兼南京都察院右副都御史調任；萬曆二十年四月乙巳卒於任。                                                                       |
| 邊維垣 | 1528年—1596年  | 師甫 | 四川彭縣         | 萬曆二十年（1592年）   | 萬曆二十一年（1593年） | 萬曆二十年二月甲寅由江西左布政使升任；萬曆二十一年六月壬寅遷南京工部右侍郎。                                                                             |
| 陸萬垓 | 1533年—1598年  | 天溥 | 浙江平湖         | 萬曆二十一年（1593年） | 萬曆二十六年（1598年） | 號仲鶴。萬曆二十一年七月癸丑由山西左布政使改右僉都御史升任；萬曆二十六年七月壬子以疾歸鄉。                                                               |
| 夏良心 | 1547年—1605年  | 景堯 | 南直隸廣德       | 萬曆二十六年（1598年） | 萬曆三十三年（1605年） | 號仁寰。萬曆二十六年八月甲寅由江西左布政使改右副都御史升任；萬曆三十三年二月戊午卒於任                                                                   |
| 徐元正 | 1542年—1618年  | 景文 | 南直隸太倉       | 萬曆三十三年（1605年） | 萬曆三十三年（1605年） | 萬曆三十三年三月辛巳至十二月甲寅以江西巡按御史兼任代理。                                                                                                 |
| 許弘綱 | 1554年—1638年  | 張之 | 浙江東陽         | 萬曆三十三年（1605年） | 萬曆三十五年（1607年） | 號少薇。萬曆三十三年十二月乙卯自順天府府尹改右副都御史調任；萬曆三十五年三月戊寅丁父憂，因守制不候代為給事中翁憲祥所劾，命於服闋日降一級調外用。         |
| 衛承芳 | 1544年—1615年  | 君大 | 四川達州         | 萬曆三十五年（1607年） | 萬曆三十八年（1610年） | 萬曆三十五年閏六月丙戌自南京太常寺卿改右副都御史升任；萬曆三十八年四月乙未遷南京兵部右侍郎。                                                             |
| 王應麟 | 1554年—1622年  | 仁卿 | 福建龍溪         | 萬曆三十八年（1610年） | 萬曆四十一年（1613年） | 萬曆三十八年六月甲戌由江西左布政使兼任代理；萬曆四十一年十二月乙酉交接回原任。                                                                           |
| 王佐   | 1556年—1622年  | 翼卿 | 浙江寧波府鄞縣   | 萬曆四十一年（1613年） | 萬曆四十五年（1617年） | 萬曆四十一年十二月丙戌由廣東左布政使改右副都御史升任；萬曆四十五年七月丁丑陞工部左侍郎右僉都御史總督河道。                                               |
| 陳於廷 | 1566年—1635年  | 孟諤 | 南直隸宜興       | 萬曆四十五年（1617年） | 萬曆四十五年（1617年） | 號中湛，諡端毅。萬曆四十五年八月癸巳以江西巡按御史代理，十二月丁巳回原任。                                                                               |
| 包見捷 | 1558年—1621年  | 汝純 | 雲南臨安         | 萬曆四十六年（1618年） | 泰昌元年（1620年）     | 號太瀛，隸臨安衛軍籍。萬曆四十六年正月丁卯由太僕寺少卿改右僉都御史升任；泰昌元年八月戊申遷吏部左侍郎。                                                   |
| 洪佐聖 | 1568年—1621年  | 仲鄰 | 南直隸徽州府歙縣 | 泰昌元年（1620年）     | 泰昌元年（1620年）     | 泰昌元年八月己未由江西左布政使改右僉都御史升任，十一月丙申以疾徑去。                                                                                     |
| 房壯麗 | 1555年—1636年  | 威甫 | 北直隸安州       | 天啟元年（1621年）     | 天啟二年（1622年）     | 號素中。天啟元年正月癸巳由大理寺寺丞改右僉都御史升任；天啟二年十一月壬寅陞工部右侍郎總督河道。                                                           |
| 韓光祐 | 1572年—1631年  | 嶺嵾 | 湖廣光化         | 天啟二年（1622年）     | 天啟五年（1625年）     | 天啟二年十二月辛未由大理寺右少卿改右僉都御史升任；天啟五年正月乙亥遷戶部右侍郎。                                                                         |
| 郭尚賓 | 1576年—1630年  | 朝諤 | 廣東南海         | 天啟五年（1625年）     | 天啟六年（1626年）     | 天啟五年三月甲寅自太僕寺卿改右副都御史升任；天啟六年十一月戊子因不附閹黨，被削籍為民。                                                                   |
| 楊邦憲 | 1566年－1638年 | 孝征 | 山東青州府益都   | 天啟六年（1626年）     | 崇禎元年（1628年）     | 號範我，隸青州衛軍籍。天啟六年十二月癸卯由陝西右布政使兼管按察使事改右僉都御史升任；崇禎元年四月庚子以交結近侍又次等劾免，八月癸丑坐徙三年納贖削籍為民。 |
| 陸文獻 | 約1584～1642年 | 足吾 | 上海嘉定         | 崇禎元年（1628年）     | 崇禎元年（1628年）     | 一字征甫，號宇懷。崇禎元年五月己巳自光祿寺卿改右副都御史調任，六月癸巳旋因穢行多端劾免。                                                                 |
| 魏照乘 | 1588年—1644年  | 仲玖 | 河南滑縣         | 崇禎元年（1628年）     | 崇禎五年（1632年）     | 號瑤海。崇禎元年六月丁酉由提督四夷館太常寺少卿改右僉都御史升任；崇禎五年二月乙未致仕。                                                                   |
| 解學龍 | 1585年—1645年  | 言卿 | 南直隸興化       | 崇禎五年（1632年）     | 崇禎十二年（1639年）   | 號石帆。崇禎五年三月甲辰自太僕寺卿改右僉都御史調任；崇禎十二年十月戊戌遷南京兵部右侍郎。                                                                 |
| 劉宗祥 | 1595年—1643年  | 梧陽 | 湖廣黃岡         | 崇禎十二年（1639年）   | 崇禎十五年（1642年）   | 崇禎十二年十一月甲寅由四川巡按御史改右僉都御史升任；崇禎十五年八月丙寅致仕，明年，於張獻忠劫掠黃岡時遇難。                                               |
| 張鳳翮 | 1596年—1643年  | 建中 | 陝西城固         | 崇禎十五年（1642年）   | 崇禎十六年（1643年）   | 號慰堂，諡忠節。崇禎十五年九月癸酉由浙江按察使改右僉都御史升任；崇禎十六年二月庚寅致仕，九月於大順軍攻陷城固時不屈殉節。                                 |
| 郭都賢 | 1599年—1672年  | 天門 | 湖廣益陽         | 崇禎十六年（1643年）   | 崇禎十六年（1643年）   | 號些庵。崇禎十六年三月辛丑由嶺北分守道副使改右僉都御史升任，十月辛巳罷官閑住反省。                                                                       |
| 曠昭   | 1593年—1645年  | 淑侯 | 四川遂寧         | 崇禎十六年（1643年）   | 隆武元年（1645年）     | 萬曆四十年壬子科舉人。崇禎十六年十一月辛卯由滁和兵備副使改右僉都御史升任；隆武元年七月己巳於萬安戰敗被俘，同安廬巡撫張亮絕食殉節。                       |
| 徐世蔭 | 1593年—1648年  | 爾繩 | 浙江開化         | 隆武元年（1645年）     | 隆武二年（1646年）     | 號竹孫。隆武元年八月戊申起原安廬巡撫改左副都御史就任；隆武二年正月癸丑協理院事，旋致仕。                                                                 |
| 劉廣胤 | 1597年—1652年  | 遠生 | 陝西富平         | 隆武二年（1646年）     | 隆武二年（1646年）     | 號同庵，歲貢。隆武二年正月丙寅由漳南兵備副使改右僉都御史升任，七月辛未於救援忠誠府戰敗被俘，後脫歸。                                                     |
| 周光夏 | 1596年—1652年  | 士六 | 河南杞縣         | 隆武二年（1646年）     | 紹武元年（1646年）     | 號敏山，諡忠烈。隆武二年八月己卯自尚寶司卿改右僉都御史調任；紹武元年十一月庚申遷工部右侍郎。                                                             |
| 揭重熙 | 1605年—1651年  | 祝萬 | 江西臨川         | 紹武元年（1646年）     | 永曆元年（1647年）     | 號蒿庵，諡忠烈。紹武元年十二月甲戌由江西巡按御史改右僉都御史升任；永曆元年十二月癸未陞兵部尚書兼右副都御史總督江廣。                                     |
| 陳芳   | 1608年—1649年  | 德馨 | 湖廣承天府鍾祥   | 永曆二年（1648年）     | 永曆三年（1649年）     | 掾吏仕。永曆二年正月癸酉由監紀推官超擢右副都御史升任；永曆三年正月戊寅於南昌之屠殉難。                                                                   |

### 清朝（順治～雍正年間）
| 姓名                       | 生卒年         | 字   | 籍贯           | 出任年                 | 卸任年                 | 备注 |
| -------------------------- | -------------- | ---- | -------------- | ---------------------- | ---------------------- | --- |
| 清朝順治二年十月續設巡撫。 |                |      |                |                        |                        | |
| 李翔鳳                     | 1595年—1646年  | 伯忱 | 遼東錦州       | 順治二年（1645年）     | 順治三年（1646年）     | 武生，隸漢軍鑲紅旗。順治二年冬十月丙午由湖廣參政升任；順治三年十月壬午卒於任。                                                                                                 |
| 章于天                     | 1604年—1648年  | 雲漢 | 遼東瀋陽       | 順治三年（1646年）     | 順治五年（1648年）     | 崇德六年辛巳科舉人。順治三年十月甲申由山東兗西道參政改右僉都御史升任；順治五年正月癸酉因金聲桓、王得仁反叛被挾持，後遇難。                                                     |
| 朱延慶                     | 1597年—1650年  | 德耀 | 遼東清河       | 順治五年（1648年）     | 順治七年（1650年）     | 諸生，隸漢軍鑲藍旗。順治五年五月癸未由浙江嘉湖道參政改右僉都御史兼理軍務升任；順治七年夏四月己卯改右副都御史銜，九月庚午卒於任，由兩江總督馬國柱兼管至年底。                   |
| 夏一鶚                     | 1603年—1652年  | 子薦 | 遼東遼陽       | 順治八年（1651年）     | 順治九年（1652年）     | 拔貢，隸漢軍正白旗。順治八年春正月丙寅由江南按察使改右副都御史升任；順治九年二月己未卒於任。                                                                                   |
| 蔡士英                     | 1606年—1674年  | 伯彥 | 遼東錦州       | 順治九年（1652年）     | 順治十二年（1655年）   | 號魁吾，武生，原隸廣寧左屯衛軍籍，後改隸漢軍正白旗。順治九年夏四月丙午自都察院左副都御史，改兵部右侍郎左副都御史兼管糧餉軍務調任；順治十二年十一月戊申陞總督漕運兼巡撫鳳陽。   |
| 郎廷佐                     | 1611年—1676年  | 一柱 | 遼東廣寧       | 順治十二年（1655年）   | 順治十三年（1656年）   | 官學生，隸漢軍鑲黃旗。順治十二年十二月辛亥由秘書院學士升任；順治十三年閏五月己未陞兵部尚書兼右副都御史總督江南江西等處地方軍務。                                               |
| 張朝璘                     | 1609年—1676年  | 溫如 | 遼東廣寧       | 順治十三年（1656年）   | 順治十八年（1661年）   | 廕生，隸漢軍正藍旗。順治十三年閏五月丙寅由戶部右侍郎改兵部左侍郎右副都御史升任；順治十八年九月丁亥陞江西總督。                                                                 |
| 董衛國                     | 1615年—1683年  | 祐若 | 遼東義縣       | 順治十八年（1661年）   | 康熙十三年（1674年）   | 武生，隸漢軍正白旗。順治十八年九月甲午以內國史院學士升任。康熙四年閏六月丁丑以督墾議敘加工部右侍郎銜；康熙十三年春正月丙子改陞兵部尚書銜，五月丁卯命陞江西總督，並兼管至六月。 |
| 白色純                     | 1627年—1675年  | 素公 | 遼東海州       | 康熙十三年（1674年）   | 康熙十四年（1675年）   | 廕生，隸漢軍鑲白旗，謚勤僖。康熙十三年七月癸未自原任總督倉場工部尚書就任，駐札贛州；康熙十四年十月戊寅卒於任。                                                                 |
| 郎廷相                     | 1617年—1688年  | 鈞衡 | 遼東廣寧       | 康熙十四年（1675年）   | 康熙十四年（1675年）   | 監生，隸漢軍鑲黃旗，前任郎廷佐之弟，未上任。康熙十四年十一月乙酉自原任河南巡撫調任，旋改令其候補。                                                                             |
| 佟國楨                     | 1625年—1708年  | 韓一 | 遼東撫順       | 康熙十四年（1675年）   | 康熙十八年（1679年）   | 拔貢，隸漢軍正黃旗。康熙十四年十一月丁酉由江西布政使升任己巳。康熙十七年八月乙酉以敘招撫逆賊功，加兵部右侍郎銜，冬十月己巳改加兵部尚書銜；康熙十八年五月甲寅著降二級調用。     |
| 安世鼎                     | 1623年—1696年  | 鑄九 | 遼東蓋州       | 康熙十八年（1679年）   | 康熙二十年（1681年）   | 歲貢，隸漢軍鑲紅旗。康熙十八年六月庚午由湖南布政使升任。康熙十九年十二月庚戌敘招撫難民功，加兵部尚書銜；康熙二十年三月癸未休致。                                               |
| 劉如漢                     | 1625年—1682年  | 倬章 | 重慶巴縣       | 康熙二十年（1681年）   | 康熙二十年（1681年）   | 號卓如，未上任。康熙二十年夏四月辛丑自都察院左副都御史調任。旋於五月辛酉丁父憂。                                                                                               |
| 李士禎                     | 1619年—1695年  | 毅可 | 遼東瀋陽       | 康熙二十年（1681年）   | 康熙二十年（1681年）   | 副貢，隸漢軍正白旗。康熙二十年五月丙寅由原任浙江布政使升任。十二月辛丑遷廣東巡撫。                                                                                             |
| 佟康年                     | 1618年—1683年  | 晉公 | 遼東遼陽       | 康熙二十年（1681年）   | 康熙二十二年（1683年） | 監生，隸漢軍正藍旗。康熙二十年十二月辛丑由福建布政使升任；康熙二十二年六月乙未卒於任。                                                                                         |
| 安世鼎                     | 1623年—1696年  | 鑄九 | 遼東蓋州       | 康熙二十二年（1683年） | 康熙二十六年（1687年） | 康熙二十二年閏六月甲寅補原官復任；康熙二十六年十一月癸卯為都察院左都御史徐乾學疏參其“才守俱劣、不宜久尸厥位”應照不謹例革職。遂同布政使張所志劾罷。                             |
| 王隲                       | 1614年—1695年  | 辰嶽 | 山東福山       | 康熙二十六年（1687年） | 康熙二十七年（1688年） | 號幾菴。康熙二十六年十二月戊午自太常寺卿調任；康熙二十七年三月丙申陞閩浙總督。                                                                                                 |
| 宋犖                       | 1634年—1713年  | 牧仲 | 河南商邱       | 康熙二十七年（1688年） | 康熙三十一年（1692年） | 號漫堂，廕生。康熙二十七年夏四月丁未由江蘇布政使升任；康熙三十一年六月庚辰遷江蘇巡撫。                                                                                         |
| 馬如龍                     | 1627年—1701年  | 見五 | 陝西綏德       | 康熙三十一年（1692年） | 康熙四十年（1701年）   | 康熙十一年壬子科舉人。康熙三十一年六月辛巳由浙江布政使改右副都御史升任；康熙四十年十二月庚申卒於任。                                                                           |
| 張志棟                     | 1635年—1713年  | 敬修 | 山東昌邑       | 康熙四十一年（1702年） | 康熙四十三年（1704年） | 號青樵。康熙四十一年春正月己酉自浙江巡撫調任；康熙四十三年二月壬午為江南江西總督阿山疏參其於大計前、托臣薦舉參劾官員、照彼稿具題。同布政使李興祖、按察使劉廷璣俱行革職。       |
| 李基和                     | 約1641～1710年 | 協萬 | 遼東遼陽       | 康熙四十三年（1704年） | 康熙四十四年（1705年） | 號梅崖，隸漢軍鑲紅旗。康熙四十三年二月癸巳由湖北布政使升任；康熙四十四年四月己丑上以其行為甚為粗鄙、不知禮節，命革職留京學習。                                                 |
| 郎廷極                     | 1663年—1715年  | 紫衡 | 遼東廣寧       | 康熙四十四年（1705年） | 康熙五十一年（1712年） | 副貢，隸漢軍鑲黃旗。康熙四十四年閏四月甲午由浙江布政使改右副都御史升任；康熙五十一年二月丁巳兼署兩江總督。十月丙寅陞漕運總督。                                                 |
| 佟國勷                     | 約1659～1721年 | 任庵 | 遼東撫順       | 康熙五十一年（1712年） | 康熙五十六年（1717年） | 監生。康熙五十一年十月庚午由湖南布政使改右副都御史升任；康熙五十六年秋七月辛酉刑部議處不將逃人孟光祖查拏奏聞，反接受物件、答拜饋送禮物，革職。                                 |
| 白潢                       | 1660年—1737年  | 近微 | 遼東蓋州       | 康熙五十六年（1717年） | 康熙五十九年（1720年） | 筆帖式，隸漢軍鑲白旗。康熙五十六年七月丙子由江西布政使改右副都御史升任；康熙五十九年七月戊子調為戶部右侍郎。                                                                   |
| 王企埥                     | 1658年－1733年 | 苾遠 | 直隸雄縣       | 康熙五十九年（1720年） | 雍正元年（1723年）     | 康熙五十九年八月乙未自戶部右侍郎改兵部右侍郎暨右副都御史調任；雍正元年正月癸巳命來京陛見。                                                                                     |
| 裴𢕑度                     | 1668年—1741年  | 晉武 | 山西曲沃       | 雍正元年（1723年）     | 雍正四年（1726年）     | 號香山。雍正元年二月辛亥由貴州布政使改右副都御史升任；雍正四年二月辛卯兼戶部左侍郎仍辦理江西巡撫事，五月丁酉陞都察院左都御史。                                                 |
| 汪漋                       | 1665年—1742年  | 岵懷 | 安徽休寧       | 雍正四年（1726年）     | 雍正四年（1726年）     | 號荇洲。雍正四年六月壬戌自廣西巡撫調任述職。十月乙酉降補光祿寺少卿。 |
| 邁柱                       | 1670年—1738年  | 文恭 | 滿洲鑲藍旗     | 雍正四年（1726年）     | 雍正四年（1726年）     | 喜塔臘氏，筆帖式。雍正四年十月丙戌以吏部右侍郎署理，十二月丁亥事畢交接。 |
| 伊都立                     | 1676年—1753年  | 學庭 | 滿洲正黃旗     | 雍正五年（1727年）     | 雍正五年（1727年）     | 伊爾根覺羅氏，康熙三十八年己卯科舉人。雍正五年春正月戊子自山西總督兼管巡撫調任述職。五月癸酉來京陛見。                                                                         |
| 布蘭泰                     | 1678年—1752年  | 愨僖 | 滿州正白旗     | 雍正五年（1727年）     | 雍正六年（1728年）     | 拜都氏，雲騎尉。雍正五年六月丙戌自署理湖南巡撫戶部右侍郎調任；雍正六年八月甲申調署江蘇巡撫。                                                                                   |
| 李蘭                       | 1692年—1736年  | 汀倩 | 直隸樂亭       | 雍正六年（1728年）     | 雍正六年（1728年）     | 號西園。雍正六年八月乙酉至九月丁丑以江西布政使護理巡撫印務。 |
| 張坦麟                     | 1686年—1745年  | 畫臣 | 湖北漢陽       | 雍正六年（1728年）     | 雍正七年（1729年）     | 康熙五十年辛卯科舉人。雍正六年冬十月戊寅自署理江蘇巡撫內閣學士調任署理；雍正七年閏七月甲戌調入京專任內閣學士。                                                                 |
| 謝旻                       | 1677年—1751年  | 肅齋 | 江蘇常州府武進 | 雍正七年（1729年）     | 雍正十一年（1733年）   | 監生。雍正七年八月癸卯以太常寺卿署河南布政使調任署理。雍正八年六月甲寅改大理寺卿，仍署巡撫印務。冬十月實授；雍正十一年十二月庚申遷工部右侍郎。                                 |
| 常安                       | 1683年—1747年  | 履坦 | 滿洲鑲紅旗     | 雍正十二年（1732年）   | 雍正十三年（1735年）   | 葉赫那拉氏。雍正十二年春正月戊寅由貴州布政使改右副都御史升任；雍正十三年十月乙未命來京陛見，明年任管軍營糧餉侍郎。                                                             |

### 清朝（乾隆～嘉慶年間）
| 姓名   | 生卒年         | 字   | 籍贯           | 出任年                 | 卸任年                 | 备注 |
| ------ | -------------- | ---- | -------------- | ---------------------- | ---------------------- | --- |
| 俞兆岳 | 1662年—1738年  | 岱禎 | 浙江海寧       | 雍正十三年（1735年）   | 乾隆元年（1736年）     | 號五峰，歲貢。雍正十三年十一月丁巳由太僕寺卿改右副都御史升任；乾隆元年十月庚午遷吏部左侍郎。                                                                                     |
| 刁承祖 | 1672年—1739年  | 步武 | 直隸祁州       | 乾隆元年（1736年）     | 乾隆元年（1736年）     | 乾隆元年十月辛未至十二月甲戌以江西布政使護理巡撫印務。 |
| 岳濬   | 1704年—1753年  | 厚川 | 四川成都       | 乾隆元年（1736年）     | 乾隆五年（1740年）     | 號星源，監生。乾隆元年十二月乙亥自山東巡撫調任述職；乾隆五年十一月丙子兩江總督楊超曾彈劾其與屬吏朋比納賄，命革職閑住。                                                           |
| 包括   | 1682年—1744年  | 銀河 | 浙江錢塘       | 乾隆五年（1740年）     | 乾隆六年（1741年）     | 號虞軒。乾隆五年十一月丁丑由安徽布政使升任署理；乾隆六年九月乙亥回原任。 |
| 陳宏謀 | 1696年－1771年 | 汝咨 | 廣西臨桂       | 乾隆六年（1741年）     | 乾隆八年（1743年）     | 號榕門，諡文恭。乾隆六年九月丙子由江西布政使改兵部右侍郎右副都御史升任；乾隆八年十月己巳遷陝西巡撫。                                                                             |
| 塞楞額 | 1686年—1748年  | 定臣 | 滿洲正白旗     | 乾隆八年（1743年）     | 乾隆十一年（1746年）   | 瓜爾佳氏。乾隆八年十一月庚辰自巡撫陝西兵部右侍郎右副都御史調任；乾隆十一年九月丁巳遷山東巡撫兼管提督。                                                                           |
| 陳宏謀 | 1696年－1771年 | 汝咨 | 廣西臨桂       | 乾隆十一年（1746年）   | 乾隆十一年（1746年）   | 未上任。乾隆十一年九月丁巳命自陝西巡撫回任，旋於冬十月己卯改調湖北巡撫。 |
| 開泰   | 1697年—1763年  | 兆新 | 滿洲正黃旗     | 乾隆十一年（1746年）   | 乾隆十三年（1748年）   | 烏雅氏，號敬菴。乾隆十一年十一月壬辰自湖北巡撫調任述職。十二年帶理江西學政；乾隆十三年冬十月壬辰遷湖南巡撫。                                                                     |
| 唐綏祖 | 1686年—1754年  | 孺懷 | 江蘇揚州府江都 | 乾隆十三年（1748年）   | 乾隆十四年（1749年）   | 號峨頓，雍正元年癸卯恩科舉人。乾隆十三年十一月辛亥由護理巡撫山東布政使升任；乾隆十四年夏四月壬辰遷湖北巡撫。                                                                     |
| 彭家屏 | 1696年—1757年  | 樂君 | 河南夏邑       | 乾隆十四年（1749年）   | 乾隆十四年（1749年）   | 號青原。乾隆十四年五月戊申至十一月甲戌由江西布政使署理巡撫。 |
| 阿思哈 | 1709年－1776年 | 莊恪 | 滿洲正黃旗     | 乾隆十四年（1749年）   | 乾隆十六年（1751年）   | 薩克達氏，副貢。乾隆十四年十二月乙亥由甘肅布政使升任兼管提督；乾隆十六年正月甲寅遷山西巡撫。                                                                                     |
| 舒輅   | 1694年－1752年 | 晴厓 | 滿洲正白旗     | 乾隆十六年（1751年）   | 乾隆十六年（1751年）   | 他他拉氏，監生。乾隆十六年二月丁酉自廣西巡撫調任述職。八月庚申遷河南巡撫，候代至十月辛亥。                                                                                       |
| 鄂昌   | 1700年—1755年  | 榮庵 | 滿洲鑲藍旗     | 乾隆十六年（1751年）   | 乾隆十七年（1752年）   | 西林覺羅氏，雍正六年戊申科舉人。乾隆十六年十月丙辰自甘肅巡撫調任；乾隆十七年十月戊子調入京別用。                                                                                 |
| 鄂容安 | 1714年—1755年  | 休如 | 滿洲鑲藍旗     | 乾隆十七年（1752年）   | 乾隆十八年（1753年）   | 西林覺羅氏，號虛亭，諡剛烈。乾隆十七年十月癸卯自山東巡撫調任署理，十二月壬寅實授；乾隆十八年九月壬申陞任兩江總督。                                                               |
| 范時綬 | 1698年—1782年  | 紱齋 | 奉天府盛京     | 乾隆十八年（1753年）   | 乾隆二十年（1755年）   | 廕生，隸漢軍鑲黃旗，范文程之孫。乾隆十八年十月癸未自湖南巡撫改兵部侍郎右副都御史兼提督銜調任；乾隆二十年二月己未調入京別用。                                                     |
| 胡寶瑔 | 1694年－1763年 | 泰舒 | 安徽徽州府歙縣 | 乾隆二十年（1755年）   | 乾隆二十二年（1757年） | 號瓶庵，諡恪靖。乾隆二十年三月甲戌自湖南巡撫調任述職；乾隆二十二年六月辛酉遷[[河南巡撫。                                                                                         |
| 王興吾 | 1692年－1759年 | 宗之 | 上海婁縣       | 乾隆二十二年（1757年） | 乾隆二十二年（1757年） | 乾隆二十二年六月癸亥自吏部左侍郎署理，九月甲辰事畢回原任。 |
| 阿思哈 | 1709年－1776年 | 莊恪 | 滿洲正黃旗     | 乾隆二十二年（1757年） | 乾隆二十五年（1760年） | 乾隆二十二年九月乙巳自湖南巡撫調任兼提督銜述職；乾隆二十五年十月乙未為內閣學士謝溶生劾其“巧於納賄，勒派屬員饋送各款”，命革職閑住。                                               |
| 常鈞   | 1697年－1789年 | 和亭 | 滿洲鑲紅旗     | 乾隆二十五年（1760年） | 乾隆二十五年（1760年） | 葉赫那拉氏，號可園，雍正四年 丙午科繙譯舉人。乾隆二十五年十月丙申自刑部右侍郎調任署理，十二月丙戌調署安徽巡撫。                                                                  |
| 胡寶瑔 | 1694年－1763年 | 泰舒 | 安徽徽州府歙縣 | 乾隆二十六年（1761年） | 乾隆二十六年（1761年） | 乾隆二十六年春正月辛丑自河南巡撫回任，八月戊寅再遷河南巡撫。 |
| 湯聘   | 1707年—1769年  | 莘來 | 浙江諸暨       | 乾隆二十六年（1761年） | 乾隆二十六年（1761年） | 號稼堂。乾隆二十六年八月己卯由江西布政使升任署理，十月辛巳遷湖北巡撫。 |
| 常鈞   | 1697年－1789年 | 和亭 | 滿洲鑲紅旗     | 乾隆二十六年（1761年） | 乾隆二十七年（1762年） | 乾隆二十六年十一月乙未自河南巡撫回任；乾隆二十七年五月戊申遷甘肅巡撫。 |
| 明山   | 1711—1779年    | 岱雲 | 滿洲正藍旗     | 乾隆二十七年（1762年） | 乾隆二十七年（1762年） | 伊爾根覺羅氏，監生。乾隆二十七年閏五月癸亥由原浙江布政使升任署理，八月甲辰調署廣東巡撫。                                                                                         |
| 湯聘   | 1707年—1769年  | 莘來 | 浙江諸暨       | 乾隆二十七年（1762年） | 乾隆二十八年（1763年） | 乾隆二十七年九月庚申自湖北巡撫調任；乾隆二十八年五月己卯因前歸州盜案處理不當，革職閑住。                                                                                         |
| 明德   | 1705年—1770年  | 學謙 | 滿洲正紅旗     | 乾隆二十八年（1763年） | 乾隆二十八年（1763年） | 輝和氏，監生。乾隆二十八年六月丁亥命自山西巡撫調任述職，十一月庚申遷陝西巡撫 |
| 輔德   | 1718年－1765年 | 潤生 | 滿洲鑲黃旗     | 乾隆二十八年（1763年） | 乾隆三十年（1765年）   | 富察氏，廕生。乾隆二十八年十二月癸未自湖北巡撫調任述職；乾隆三十年五月丙戌卒於任。                                                                                               |
| 明德   | 1705年—1770年  | 學謙 | 滿洲正紅旗     | 乾隆三十年（1765年）   | 乾隆三十年（1765年）   | 乾隆三十年六月己酉至十月辛未自江蘇巡撫兼任署理。 |
| 明山   | 1711—1779年    | 岱雲 | 滿洲正藍旗     | 乾隆三十年（1765年）   | 乾隆三十一年（1766年） | 乾隆三十年十一月壬申自署理兩廣總督改兵部侍郎右副都御史調任述職；乾隆三十一年五月甲午遷陝西巡撫。                                                                                 |
| 吳紹詩 | 1699年—1776年  | 二南 | 山東海豐       | 乾隆三十一年（1766年） | 乾隆三十四年（1769年） | 諸生。乾隆三十一年六月癸卯自刑部右侍郎改兵部侍郎右副都御史兼提督銜調任；乾隆三十四年七月己亥陞刑部尚書。                                                                         |
| 海明   | 1699年—1772年  | 勤恪 | 滿洲正藍旗     | 乾隆三十四年（1769年） | 乾隆三十七年（1772年） | 汪佳氏，繙譯生員。乾隆三十四年八月庚戌由四川布政使改兵部侍郎右副都御史升任述職；乾隆三十七年五月甲子陞湖廣總督。                                                                 |
| 李瀚   | 1711年—1775年  | 文瀾 | 奉天府遼陽     | 乾隆三十七年（1772年） | 乾隆三十七年（1772年） | 號受川，隸內務府漢軍鑲黃旗，雍正十年壬子科舉人。乾隆三十七年五月乙丑至七月壬戌以江西布政使護理巡撫印務。                                                                         |
| 海成   | 1723年—1794年  | 雙河 | 滿洲正黃旗     | 乾隆三十七年（1772年） | 乾隆四十二年（1777年） | 舒穆祿氏，筆帖式。乾隆三十七年八月癸亥由山東布政使改兵部侍郎右副都御史升任述職；乾隆四十二年十一月戊辰因審理王錫侯逆案不力，降三等侍衛。                                         |
| 郝碩   | 1718年—1784年  | 冀軒 | 奉天府盛京     | 乾隆四十二年（1777年） | 乾隆四十九年（1784年） | 騎都尉，隸漢軍鑲黃旗。乾隆四十二年十二月癸巳自巡撫山東兵部侍郎右副都御史兼提督銜調任；乾隆四十九年四月壬寅貪汙舞弊逮入京審訓，七月己未賜自盡。                                   |
| 馮應榴 | 1740年—1800年  | 詒曾 | 浙江桐鄉       | 乾隆四十七年（1782年） | 乾隆四十七年（1782年） | 號星實。乾隆四十七年六月丙寅至八月庚辰因巡撫休假以江西布政使護理巡撫印務。 |
| 李綬   | 1713年—1791年  | 佩廷 | 順天府宛平     | 乾隆四十九年（1784年） | 乾隆四十九年（1784年） | 號杏圃。乾隆四十九年五月庚午由江西學政升任，六月丁亥遷湖南巡撫。 |
| 伊星阿 | 1715年－1787年 | 羅圃 | 滿洲鑲黃旗     | 乾隆四十九年（1784年） | 乾隆五十年（1785年）   | 郭絡羅氏，乾隆三十三年戊子科舉人。乾隆四十九年七月庚午自巡撫湖南兵部侍郎右副都御史兼署理湖廣總督調任；乾隆五十年五月壬子因病致仕。                                               |
| 舒常   | 1730年—1798年  | 恪僖 | 滿洲正白旗     | 乾隆五十年（1785年）   | 乾隆五十年（1785年）   | 舒穆祿氏，文生員。乾隆五十年五月甲子自兩廣總督調任署理，六月丁未陞署湖廣總督。                                                                                                   |
| 永保   | 1747年—1808年  | 恪敏 | 滿洲鑲紅旗     | 乾隆五十年（1785年）   | 乾隆五十年（1785年）   | 費莫氏，官學生。乾隆五十年秋七月戊申自巡撫貴州兵部侍郎右副都御史調任，九月戊午遷陝西巡撫。                                                                                       |
| 何裕城 | 1726年－1790年 | 福天 | 浙江山陰       | 乾隆五十年（1785年）   | 乾隆五十五年（1790年） | 號惺庵，副貢。乾隆五十年冬十月丁丑自陝西巡撫調任；乾隆五十五年四月丙寅遷安徽巡撫。                                                                                               |
| 姚棻   | 1733年—1801年  | 香茝 | 安徽桐城       | 乾隆五十五年（1790年） | 乾隆五十七年（1792年） | 號鐵松。乾隆五十五年五月辛巳由江西布政使兼提督銜升任署理；乾隆五十七年六月辛巳丁母憂。                                                                                           |
| 陳淮   | 1731年—1810年  | 望之 | 河南商邱       | 乾隆五十七年（1792年） | 嘉慶元年（1796年）     | 號藥洲，歲貢。乾隆五十七年七月甲子自巡撫貴州兵部侍郎右副都御史兼提督銜調任；嘉慶元年六月乙亥致仕，以布政使萬寧護理交接事務。                                                     |
| 蘇淩阿 | 1717年—1799年  | 雲舫 | 滿洲正白旗     | 嘉慶元年（1796年）     | 嘉慶二年（1797年）     | 他塔拉氏，乾隆六年辛酉科繙譯舉人。嘉慶元年七月甲辰自刑部尚書署理兩江總督兼任；嘉慶二年正月丙午回原任。                                                                           |
| 台布   | 1734年—1805年  | 筠庵 | 蒙古正藍旗     | 嘉慶二年（1797年）     | 嘉慶二年（1797年）     | 奇普褚特氏，繙譯生員。嘉慶二年二月壬申自戶部右侍郎署理，四月丁亥調署廣西巡撫。                                                                                                   |
| 張誠基 | 1740年—1816年  | 貽哲 | 山東金鄉       | 嘉慶二年（1797年）     | 嘉慶七年（1802年）     | 號晴舫。嘉慶二年五月庚子自安徽巡撫調任；嘉慶七年十一月庚寅為原建昌知縣劉光彈劾其冒功邀恩屬實，命革職解京議處。                                                                   |
| 姜晟   | 1730年—1810年  | 光宇 | 江蘇蘇州府元和 | 嘉慶七年（1802年）     | 嘉慶七年（1802年）     | 號杜薌。嘉慶七年十一月辛卯自刑部右侍郎兼任署理，十二月丙寅回京覆命。 |
| 秦承恩 | 1727年—1809年  | 慎之 | 江蘇江寧       | 嘉慶八年（1803年）     | 嘉慶十年（1805年）     | 號芝軒。嘉慶八年春正月丁卯由直隸通永道道台賞三品頂帶改兵部侍郎右副都御史升任。九年正月甲午以剿匪功賞二品頂帶；嘉慶十年閏六月癸未陞都察院左都御史，仍兼任巡撫，十月戊子來京供職。 |
| 清安泰 | 1746年—1809年  | 平階 | 滿洲鑲黃旗     | 嘉慶十年（1805年）     | 嘉慶十年（1805年）     | 費莫氏，未上任。嘉慶十年閏六月癸未由浙江布政使升任，閏六月乙巳旋改浙江巡撫。 |
| 溫承惠 | 1755年—1832年  | 景僑 | 山西太谷       | 嘉慶十年（1805年）     | 嘉慶十一年（1806年）   | 號慎餘，拔貢。嘉慶十年十一月庚戌由河南布政使升任述職；嘉慶十一年二月丁未遷福建巡撫兼署閩浙總督。                                                                                 |
| 李殿圖 | 1738年—1812年  | 桓符 | 直隸高陽       | 嘉慶十一年（1806年）   | 嘉慶十一年（1806年）   | 號石渠，未上任。嘉慶十一年三月己酉自巡撫福建兵部侍郎右副都御史調任，三月丙辰旋因福建任內剿海寇蔡牽不力降四五品京堂補用。                                                         |
| 景安   | 1744年—1823年  | 億山 | 滿洲鑲紅旗     | 嘉慶十一年（1806年）   | 嘉慶十一年（1806年）   | 鈕祜祿氏，官學生。嘉慶十一年夏四月戊寅由福建布政使升任述職，五月丁卯遷湖南巡撫。                                                                                                 |
| 張師誠 | 1762年—1830年  | 心友 | 浙江歸安       | 嘉慶十一年（1806年）   | 嘉慶十一年（1806年）   | 一字蘭渚，號一西。嘉慶十一年六月丁丑由江蘇布政使兼提督銜升任述職，十月乙卯賞戴花翎。十月癸卯遷福建巡撫。                                                                         |
| 金光悌 | 1747年—1812年  | 汝恭 | 安徽英山       | 嘉慶十一年（1806年）   | 嘉慶十三年（1808年）   | 號蘭谿。嘉慶十一年十一月甲辰自刑部左侍郎改兵部侍郎右副都御史調任；嘉慶十三年十二月庚申陞刑部尚書。                                                                               |
| 吉綸   | 1750年—1826年  | 芥甫 | 滿洲鑲藍旗     | 嘉慶十四年（1809年）   | 嘉慶十四年（1809年）   | 赫舍里氏，監生，未上任。嘉慶十四年春正月辛酉自山東巡撫調任，旋於正月丁卯回原任。                                                                                                 |
| 先福   | 1748年—1821年  | 佑宇 | 滿洲正白旗     | 嘉慶十四年（1809年）   | 嘉慶十九年（1814年）   | 那木都魯氏，繙譯生員。嘉慶十四年正月甲申由廣東布政使調任；嘉慶十九年三月癸卯陞陝甘總督。                                                                                         |
| 阮元   | 1764年—1849年  | 伯元 | 江蘇儀征       | 嘉慶十九年（1814年）   | 嘉慶二十一年（1816年） | 號雲臺，諡文達。嘉慶十九年夏四月壬戌自漕運總督加太子少保、賞戴花翎降補述職；嘉慶二十一年六月戊寅遷河南巡撫。                                                                     |
| 錢臻   | 1754年—1839年  | 澤民 | 浙江海鹽       | 嘉慶二十一年（1816年） | 嘉慶二十五年（1820年） | 號潤齋，監生。嘉慶二十一年閏六月癸巳由直隸布政使改兵部侍郎右副都御史兼提督銜升任；嘉慶二十五年三月癸酉遷山東巡撫。                                                               |

### 清朝（道光～宣統年間）
| 姓名   | 生卒年        | 字   | 籍贯           | 出任年                 | 卸任年                 | 备注 |
| ------ | ------------- | ---- | -------------- | ---------------------- | ---------------------- | --- |
| 瑺弼   | 1764年—1821年 | 玉卿 | 滿洲鑲白旗     | 嘉慶二十五年（1820年） | 道光元年（1821年）     | 佟佳氏，拔貢。嘉慶二十五年三月甲戌由江西布政使升任；道光元年六月乙巳卒於任 |
| 邱樹棠 | 1776年—1831年 | 南屏 | 湖北漢陽       | 道光元年（1821年）     | 道光元年（1821年）     | 道光元年七月己酉由江西布政使升任署理，十二月己丑陞山西巡撫。 |
| 李毓岱 | 1767年—1725年 | 峻齋 | 奉天府盛京     | 道光元年（1821年）     | 道光二年（1822年）     | 監生。道光元年十二月庚辰自湖北巡撫調任述職；道光二年夏四月癸丑因病賞假，五月壬午解任。 |
| 鄧廷楨 | 1775年—1846年 | 嶰筠 | 江蘇江寧       | 道光二年（1822年）     | 道光二年（1822年）     | 號維周。道光二年四月甲寅至五月壬寅以江西布政使護理巡撫印務。 |
| 阿霖   | 1754年—1826年 | 怡軒 | 滿洲正紅旗     | 道光二年（1822年）     | 道光三年（1823年）     | 富察氏，繙譯生員。道光二年六月癸卯由浙江布政使；道光三年三月戊戌以年老來京候用，旋以原品致仕。 |
| 程含章 | 1762年—1832年 | 象坤 | 雲南景東       | 道光三年（1823年）     | 道光四年（1824年）     | 號月川。道光三年四月丙辰自山東巡撫調任；道光四年二月癸卯遷工部左侍郎。 |
| 嵩溥   | 1784年—1846年 | 廣岳 | 滿洲正藍旗     | 道光四年（1824年）     | 道光四年（1824年）     | 伊爾根覺羅氏，廕生。道光四年二月甲辰至四月甲戌以江西布政使護理巡撫印務。 |
| 李毓岱 | 1767年—1825年 | 峻齋 | 奉天府盛京     | 道光四年（1824年）     | 道光四年（1824年）     | 道光四年四月乙亥自廣西巡撫調任，八月丁亥以疾致仕。 |
| 成格   | 1769年—1838年 | 果庭 | 滿洲正黃旗     | 道光四年（1824年）     | 道光五年（1825年）     | 伊爾根覺羅氏。道光四年九月丙申自刑部左侍郎調任述職；道光五年八月丁巳遷廣東巡撫。 |
| 武隆阿 | 1776年—1831年 | 駿亭 | 滿洲正黃旗     | 道光五年（1825年）     | 道光五年（1825年）     | 瓜爾佳氏，監生，未上任。道光五年八月戊午由直隸提督調任，九月乙酉旋改山東巡撫。 |
| 韓文綺 | 1764年—1841年 | 蔚林 | 浙江杭州府仁和 | 道光五年（1825年）     | 道光九年（1829年）     | 號三橋。道光五年九月庚子由雲南布政使升任；道光九年冬十月甲申遷都察院左副都御史。 |
| 吳光悅 | 1759年—1831年 | 星一 | 江蘇常州府陽湖 | 道光九年（1829年）     | 道光十一年（1831年）   | 號見樓。道光九年十一月辛卯自都察院左副都御史調任；道光十一年十一月癸卯卒於任。 |
| 吳邦慶 | 1768年—1848年 | 霽峰 | 直隸霸州       | 道光十一年（1831年）   | 道光十二年（1832年）   | 號景唐。道光十一年十二月乙巳自漕運總督降補調任；道光十二年二月乙未陞河東河道總督。 |
| 周之琦 | 1782年—1862年 | 穉圭 | 河南開封府祥符 | 道光十二年（1832年）   | 道光十六年（1836年）   | 號耕樵。道光十二年三月戊申由廣西布政使升任；道光十六年二月丙辰改兵部侍郎右副都御史巡撫湖北。 |
| 桂良   | 1785年—1862年 | 燕山 | 滿洲正紅旗     | 道光十四年（1834年）   | 道光十四年（1834年）   | 瓜爾佳氏，諡文端，貢生。道光十四年二月丙辰因巡撫病假以江西布政使護理，七月壬午陞河南巡撫。 |
| 陳鑾   | 1786年—1839年 | 仲和 | 湖北江夏       | 道光十六年（1836年）   | 道光十七年（1837年）   | 號芝楣。道光十六年三月甲申由江蘇布政使升任；道光十七年正月庚子遷江蘇巡撫。 |
| 裕泰   | 1788年—1851年 | 東巖 | 滿洲正紅旗     | 道光十七年（1837年）   | 道光十八年（1838年）   | 他塔拉氏，號餘山，諡莊毅，官學生。道光十七年二月己酉自湖南巡撫調任；道光十八年九月辛酉再遷湖南巡撫。 |
| 趙炳言 | 1792年—1849年 | 竺泉 | 浙江歸安       | 道光十八年（1838年）   | 道光十八年（1838年）   | 道光十八年九月壬戌至十一月卯以江西布政使護理巡撫印務。 |
| 錢寶琛 | 1785年—1859年 | 伯瑜 | 江蘇太倉       | 道光十八年（1838年）   | 道光二十一年（1841年） | 一字子獻，號楚玉。道光十八年十二月戊辰自湖南巡撫調任述職；道光二十一年五月壬午遷湖北巡撫。 |
| 吳文鎔 | 1792年—1854年 | 甄甫 | 江蘇儀征       | 道光二十一年（1841年） | 道光二十八年（1848年） | 號樵雲，諡文節。道光二十一年六月丁未自湖北巡撫調任述職；道光二十八年六月庚午遷浙江巡撫。 |
| 費開綬 | 1794年—1850年 | 佩青 | 江蘇常州府武進 | 道光二十八年（1848年） | 道光二十八年（1848年） | 號鶴江。道光二十八年秋七月壬申由江西布政使署理，九月乙未回原任。 |
| 傅繩勛 | 1793年—1865年 | 接武 | 山東聊城       | 道光二十八年（1848年） | 道光二十九年（1849年） | 道光二十八年九月丙申自浙江巡撫調任；道光二十九年四月壬寅遷江蘇巡撫。 |
| 費開綬 | 1794年—1850年 | 佩青 | 江蘇常州府武進 | 道光二十九年（1849年） | 道光三十年（1850年）   | 道光二十九年四月癸卯由江西布政使升任；道光三十年八月庚辰卒於任。 |
| 陸元烺 | 1789年—1860年 | 韞山 | 浙江海寧       | 道光三十年（1850年）   | 道光三十年（1850年）   | 號虹江。道光三十年八月丙戌由江西布政使署理，十一月癸卯交接回原任。 |
| 陳阡   | 1808年—1870年 | 雲谷 | 山東濰縣       | 道光三十年（1850年）   | 咸豐元年（1851年）     | 道光三十年十一月甲辰由江蘇布政使升任述職，十二月辛未因任吉安知府時招女樂於公署，有玷官箴，事發革職聽候查辦，候代至咸豐元年二月甲戌。 |
| 陸應穀 | 1804年—1857年 | 樹嘉 | 雲南蒙自       | 咸豐元年（1851年）     | 咸豐元年（1851年）     | 咸豐元年三月戊子自順天府府尹調任述職，九月丙辰來京陛見。 |
| 王植   | 1792年—1852年 | 叔培 | 直隸清苑       | 咸豐元年（1851年）     | 咸豐二年（1852年）     | 號曉林。咸豐元年冬十月癸未自刑部左侍郎調任署理；咸豐二年八月辛卯卒於任。 |
| 羅繞典 | 1793年—1854年 | 蘇溪 | 湖南安化       | 咸豐二年（1852年）     | 咸豐二年（1852年）     | 號蘭陔，未上任。咸豐二年八月甲申命原湖北巡撫就任，八月癸巳旋因湖南抵禦太平軍軍情甚緊、道阻不通，改遷湖北巡撫。 |
| 陸元烺 | 1789年—1860年 | 韞山 | 浙江海寧       | 咸豐二年（1852年）     | 咸豐二年（1852年）     | 咸豐二年八月丙戌至九月丁卯以江西布政使護理巡撫印務。 |
| 張芾   | 1814年—1862年 | 黼候 | 陝西涇陽       | 咸豐二年（1852年）     | 咸豐四年（1854年）     | 號小圃，晚號冰谿。咸豐二年九月戊辰由江西學政升任署理，十二月己亥實授；咸豐四年正月壬子因攻訐大臣、指控不實，命罷官閑住，候代至三月庚申。                                                                                                   |
| 陳啟邁 | 1796年—1862年 | 子皋 | 湖南常德       | 咸豐四年（1854年）     | 咸豐五年（1855年）     | 號竹伯。咸豐四年四月甲午由江蘇布政使升任；咸豐五年秋七月癸亥為曾國藩劾奏其“剿匪不力、劣迹較多、恐誤大局”，著令革職解任。 |
| 陸元烺 | 1789年—1860年 | 韞山 | 浙江海寧       | 咸豐五年（1855年）     | 咸豐五年（1855年）     | 咸豐五年七月甲子再由江西布政使署理，十月己亥交接回任布政使。 |
| 文俊   | 1799年—1865年 | 秋山 | 滿洲鑲紅旗     | 咸豐五年（1855年）     | 咸豐七年（1857年）     | 費莫氏，監生。咸豐五年十一月庚申由署湖北布政使升任；咸豐七年三月丁卯來京陛見。 |
| 耆齡   | 1804年—1863年 | 九峰 | 滿洲正黃旗     | 咸豐七年（1857年）     | 咸豐九年（1859年）     | 覺羅氏，諡恪慎，道光十七年丁酉科舉人。咸豐七年三月戊辰由江西布政使升任；咸豐九年九月戊寅遷廣東巡撫。 |
| 惲光宸 | 1812年—1860年 | 濬生 | 順天府大興     | 咸豐九年（1859年）     | 咸豐十年（1860年）     | 號薇叔。咸豐九年九月己卯由江西布政使升任；咸豐十年三月甲午請病假，閏三月庚戌卒於任。 |
| 毓科   | 1814年—1865年 | 又坪 | 滿洲正藍旗     | 咸豐十年（1860年）     | 咸豐十一年（1861年）   | 他塔拉氏，號條卿。咸豐十年閏三月乙未以江西布政使護理巡撫印務，閏三月乙卯改兵部侍郎右副都御史兼提督銜升任實授；咸豐十一年十二月辛未為御史朱夢元、胡壽椿、華祝三劾其“調兵援剿、緩不濟急，於軍務未能措理裕如”。議處革職，來京以四品京堂候補。 |
| 李桓   | 1827年—1891年 | 叔虎 | 湖南湘陰       | 咸豐十一年（1861年）   | 同治元年（1862年）     | 號黼堂，廩生。咸豐十一年十二月壬申由江西督糧道道台署理，同治元年三月壬子遷江西布政使。 |
| 沈葆楨 | 1820年—1879年 | 翰宇 | 福建福州府侯官 | 同治元年（1862年）     | 同治四年（1865年）     | 號幼丹，諡文肅。同治元年夏四月癸丑由按察使銜吉南贛寧道道台兼幫辦江西團練事務，改兵部侍郎右副都御史升任；同治四年二月庚辰丁母憂。 |
| 孫長紱 | 1823年—1868年 | 赤城 | 湖北棗陽       | 同治四年（1865年）     | 同治四年（1865年）     | 號小山。同治四年二月辛巳至五月癸巳以江西布政使護理巡撫印務。 |
| 劉坤一 | 1830年—1902年 | 峴莊 | 湖南新寧       | 同治四年（1865年）     | 同治十三年（1874年）   | 廩生，諡忠誠。同治四年六月甲午由廣西布政使升任。五年正月癸未賞頭品頂帶；同治十三年十二月甲戌陞署兩江總督。 |
| 劉秉璋 | 1826年—1905年 | 仲良 | 安徽廬江       | 同治十三年（1874年）   | 光緒四年（1878年）     | 諡文莊。同治十三年十二月乙亥由江西布政使升任署理，光緒元年九月丙午實授；光緒四年秋七月己巳以母老開缺回籍養親。 |
| 李文敏 | 1817年—1890年 | 少頫 | 陝西西鄉       | 光緒四年（1878年）     | 光緒八年（1882年）     | 號捷峰。光緒四年七月辛未由江西布政使升任；光緒八年十月壬申詹事府少詹事周德潤彈劾其昏庸溺職、信用私人劣幕等款，命著以原品休致。 |
| 潘霨   | 1816年—1894年 | 蔚如 | 江蘇吳縣       | 光緒八年（1882年）     | 光緒十年（1884年）     | 號韡園，監生。光緒八年十一月癸未自湖北巡撫調任述職；光緒十年九月戊午來京候用。 |
| 劉瑞芬 | 1827年—1892年 | 芝田 | 安徽池州府貴池 | 光緒十年（1884年）     | 光緒十年（1884年）     | 號青山。光緒十年九月己未至十月庚子以江西布政使護理巡撫印務。 |
| 德馨   | 1834年—1898年 | 曉峰 | 滿洲鑲紅旗     | 光緒十年（1884年）     | 光緒二十一年（1895年） | 富察氏。光緒十年十一月辛丑由浙江布政使升任；光緒二十一年秋七月庚申為御史高燮曾參劾其貪婪荒縱、收受屬員饋送，且於籌辦防務之際辜恩溺職，著即革職。                                                                                           |
| 李嘉樂 | 1833年—1901年 | 德申 | 河南潢川       | 光緒十三年（1887年）   | 光緒十三年（1887年）   | 號憲之。光緒十三年二月丙子至閏四月丙辰因巡撫入京朝覲，以江西布政使護理巡撫印務。 |
| 方汝翼 | 1828年—1895年 | 右民 | 直隸清苑       | 光緒十九年（1893年）   | 光緒十九年（1893年）   | 咸豐五年乙卯科直隸鄉試解元。光緒十九年二月己未至八月丁丑因巡撫入京朝覲，以江西布政使護理巡撫印務。 |
| 耿德壽 | 1830年—1903年 | 靜山 | 奉天府遼陽     | 光緒二十一年（1895年） | 光緒二十四年（1898年） | 繙譯生員，隸內務府漢軍鑲黃旗。光緒二十一年八月壬申自湖南巡撫調任述職；光緒二十四年五月丙子遷江蘇巡撫。 |
| 翁曾桂 | 1837年—1905年 | 筱珊 | 江蘇常熟       | 光緒二十四年（1898年） | 光緒二十四年（1898年） | 監生。光緒二十四年五月丁丑至七月庚辰以江西布政使護理巡撫印務。 |
| 松壽   | 1849年—1911年 | 鶴齡 | 滿洲正白旗     | 光緒二十四年（1898年） | 光緒二十六年（1900年） | 佟佳氏，廕生，諡忠節。光緒二十四年八月壬午由江寧布政使升任；光緒二十六年八月戊子遷江蘇巡撫。 |
| 景星   | 1837年—1910年 | 雲伯 | 滿洲鑲白旗     | 光緒二十六年（1900年） | 光緒二十六年（1900年） | 索綽絡氏，號月汀，二品蔭生賞舉人，未上任。光緒二十六年八月己未由河南布政使升任，九月甲午旋改湖北巡撫。 |
| 張紹華 | 1836年—1909年 | 絅甫 | 安徽桐城       | 光緒二十六年（1900年） | 光緒二十七年（1901年） | 號筱傳。光緒二十六年九月壬午由江西布政使署理；光緒二十七年正月壬午交接回原任。 |
| 李興銳 | 1827年—1904年 | 勉林 | 湖南瀏陽       | 光緒二十七年（1901年） | 光緒二十八年（1902年） | 諸生，諡勤恪。光緒二十七年正月癸未由廣西布政使升任；光緒二十八年秋七月庚申調署廣東巡撫。 |
| 柯逢時 | 1845年—1912年 | 懋修 | 湖北大冶       | 光緒二十八年（1902年） | 光緒二十九年（1903年） | 光緒二十八年七月辛酉由江西布政使護理巡撫印務；光緒二十九年五月丁丑陞廣西巡撫。 |
| 夏旹   | 1839年—1906年 | 菽軒 | 湖南桂陽       | 光緒二十九年（1903年） | 光緒三十年（1904年）   | 號竹軒，光緒二年丙子科舉人。光緒二十九年閏五月甲申由陝西布政使升任署理；光緒三十年十一月辛巳遷陝西巡撫。 |
| 升允   | 1858年—1931年 | 吉甫 | 蒙古鑲黃旗     | 光緒三十年（1904年）   | 光緒三十年（1904年）   | 多羅特氏，號素庵，諡文忠，光緒八年壬午科舉人，未上任。光緒三十年十一月壬午自陝西巡撫調任，旋於十二月己酉改察哈爾都統。 |
| 周浩   | 1838年—1919年 | 瀚如 | 安徽宣城       | 光緒三十年（1904年）   | 光緒三十年（1904年）   | 號晴虹，晚號退叟，附生。光緒三十年十一月癸未至十二月癸酉以江西布政使護理巡撫印務。 |
| 胡廷幹 | 1841年—1906年 | 鼎臣 | 河南光山       | 光緒三十年（1904年）   | 光緒三十二年（1906年） | 光緒三十一年春正月丁亥由江寧布政使升任；光緒三十二年三月壬午因南昌教案處理失當，革職。 |
| 吳重憙 | 1838年—1918年 | 仲飴 | 山東海豐       | 光緒三十二年（1906年） | 光緒三十二年（1906年） | 號蓼舸，同治元年壬戌恩科舉人。光緒三十二年夏四月戊戌自總督倉場戶部右侍郎調任，十一月乙未遷郵傳部右侍郎。 |
| 瑞良   | 1862年—1938年 | 鼎臣 | 滿洲正黄旗     | 光緒三十二年（1906年） | 光緒三十四年（1908年） | 富察氏，監生。光緒三十二年十二月丁亥由河南布政使升任；光緒三十三年十二月乙亥以親病未痊，准予開缺留京當差。 |
| 沈瑜慶 | 1858年—1918年 | 愛蒼 | 福建福州       | 光緒三十三年（1907年） | 光緒三十三年（1907年） | 號濤園，光緒十一年乙酉科舉人，諡敬裕，前巡撫沈葆楨之子。光緒三十三年十二月丙子因巡撫賞假省親以江西布政使署理；光緒三十四年四月甲申交接巡撫印務，九月丙戌調入京別用。                                                                       |
| 馮汝騤 | 1859年—1911年 | 星巖 | 河南祥符       | 光緒三十四年（1908年） | 宣統三年（1911年）     | 諡忠愍。光緒三十四年五月乙酉自浙江巡撫調任述職；宣統三年九月戊寅辛亥革命江西光復，被俘至九江，仰藥殉國。 |